# فريزر توماس
فريزر توماس (بالإنجليزية: Frazier Thomas)‏ هو مقدم تلفزيوني أمريكي، ولد في 13 يونيو 1918 في روشفيل في الولايات المتحدة، وتوفي في 3 أبريل 1985 في شيكاغو في الولايات المتحدة بسبب سكتة.

## وصلات خارجية
- فريزر توماس على موقع IMDb (الإنجليزية)
- فريزر توماس على موقع قاعدة بيانات الفيلم (الإنجليزية)